# سیارک ۲۶۱۹۵
سیارک ۲۶۱۹۵ (به انگلیسی: 26195 Cernohlavek، نامگذاری:1997EN) بیست و شش هزار و صد و نود و پنجمین سیارک کشف شده‌است که در ۱ مارس ۱۹۹۷ کشف شد.